# Hymenaea
Genre
Hymenaea L. est un genre de plantes à fleurs de la famille des Fabaceae (légumineuses). Il compte quatorze espèces actuelles, toutes originaires de l'Amérique tropicale, sauf une, Hymenaea verrucosa, qui provient de la côte d'Afrique orientale. Certains auteurs placent cette espèce particulière dans un genre monotypique, Trachylobium. Dans l'écozone néotropicale, Hymenaea est distribuée dans les îles de la Caraïbe et du sud du Mexique au Brésil. Carl von Linné a nommé le genre en 1753 dans son ouvrage Species Plantarum d'après Hymenaios, l'ancien dieu grec des cérémonies de mariage, en référence à ses folioles par paires.
En Colombie, ces arbres ont pour nom algarrobo et au Pérou azúcar huayo. Leur nom brésilien est jatobá.
La plupart des Hymenaea sont de grands arbres, généralement à feuillage persistant. Ils peuvent atteindre 25 m et émerger parmi les arbres de la canopée. Certaines espèces deviennent de grands arbres forestiers ou restent de petits arbustes buissonnants selon leur habitat. Les feuilles sont pennées bifoliées, c'est-à-dire qu'elles ont deux folioles attachées de part et d'autre de leur pétiole. Les fleurs forment des inflorescences en panicule ou en corymbe, selon l'espèce.

## Usages et propriétés

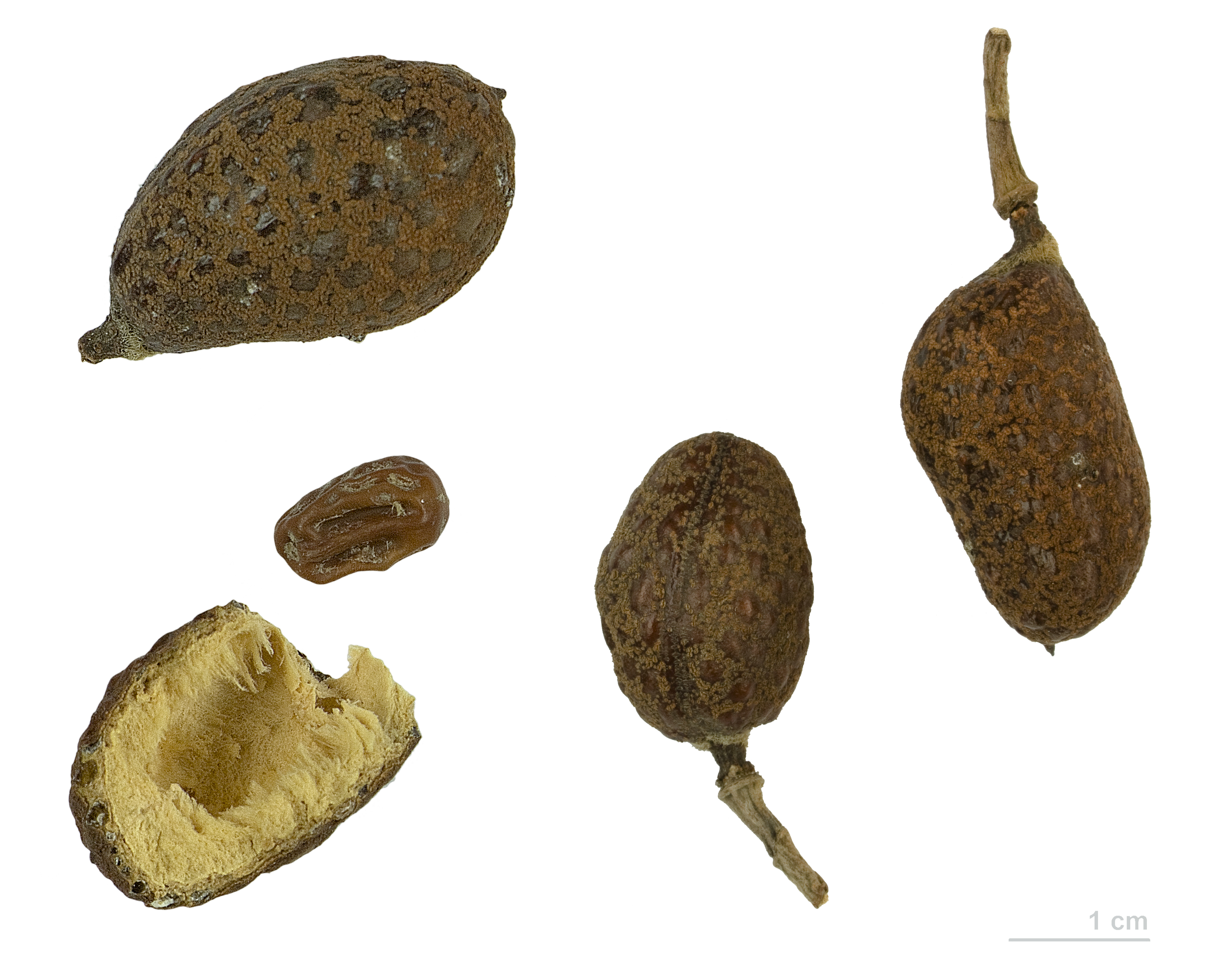
Fruits et graines d’Hymenaea verrucosa (MHNT).

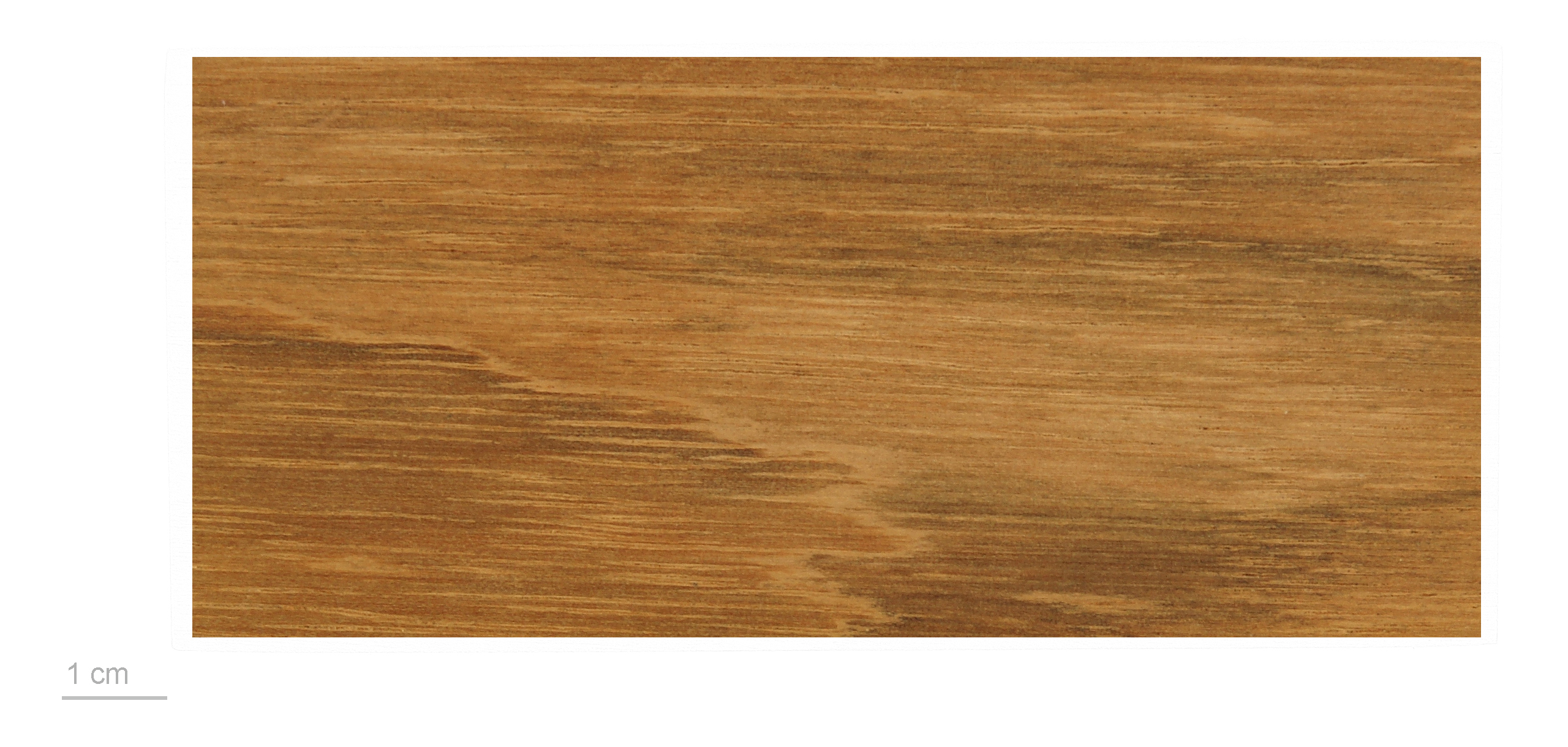
Bois de courbaril (Hymenaea courbaril).

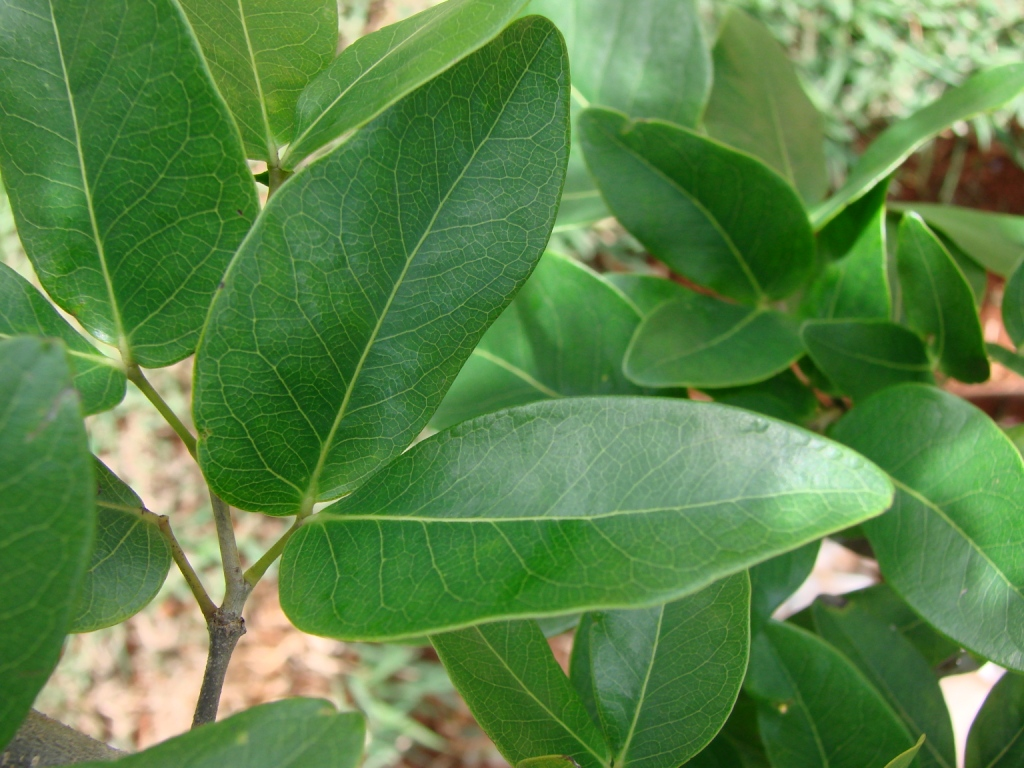
Feuille de courbaril montrant les deux folioles accolées typiques du genre Hymenaea.

Le centre pulpeux des fruits est comestible ; il contient de l'amidon. Ces fruits sont vendus sur les marchés des Amériques. Les feuilles sont consommées en infusions. Le bois est dense, utilisé pour fabriquer des embarcations et des meubles. L'écorce épaisse de certaines espèces est utilisée par les peuples autochtones d'Amazonie pour construire des canoés. Les graines contiennent une forte proportion (40 % de l'extrait sec) d'un polysaccharide extrêmement visqueux, le xyloglucane, qui peut être utilisé dans certains domaines comme l'industrie alimentaire, l'industrie papetière, les cosmétiques et la pharmacie.
Ces arbres produisent aussi une résine dure utilisée comme vernis, particulièrement celle du courbaril (Hymenaea courbaril, jatobá au Brésil). La résine produite au Brésil est connue sous le nom de copal sud-américain, et Hymenaea verrucosa fournit le précieux copal de Zanzibar. La résine est collectée sur les arbres vivants, ou sur le sol qu'ils ont occupé. En Amérique, les autochtones utilisent cette résine comme encens ou comme ciment. La résine de l'espèce préhistorique Hymenaea protera est la source de l'ambre dominicain, et l'espèce préhistorique Hymenaea mexicana est celle de l'ambre mexicain.
De plus, l'écorce moulue de cet arbre peut être utilisé par insufflation pour déboucher les voies nasales selon certaines pratiques aborigènes.
Hymenaea courbaril a été utilisé comme organisme modèle pour l'étude de l'effet de l'accroissement du taux de CO2 atmosphérique sur la photosynthèse dans les régions néotropicales. Quand la concentration de CO2 est portée d'un niveau de référence de 360 ppm à 720 ppm, son assimilation par les plantules double. Cela suggère que l'espèce peut jouer un rôle important dans la séquestration du dioxyde de carbone, dont la concentration atmosphérique pourrait atteindre environ 700 ppm en 2075, si la consommation de combustibles fossiles se maintient à son niveau actuel.
La formation de la plantule est régie par l'utilisation du xyloglucane. Les graines germent après environ 18 jours et commencent à l'utiliser après 45 jours. Cela dure environ 20 jours, jusqu'à ce que la photosynthèse soit en place et que la plantule devienne indépendante. Un des signes de cette utilisation est le rougissement des jeunes feuilles en raison de la présence d'anthocyanes. Dans la forêt tropicale humide, les plantules utilisent 70 % de leur carbone dans leurs parties aériennes, tandis que dans les savanes, 70 % du carbone absorbé est utilisé au développement des racines.
Les Hymenaea sont des espèces importantes dans les programmes de régénération des forêts tropicales humides dégradées de l'écozone néotropicale[réf. souhaitée]. Hymenaea courbaril apparaît tard dans la succession écologique et est considérée comme une espèce de fin de succession ou comme une espèce de climax.

## Liste d'espèces

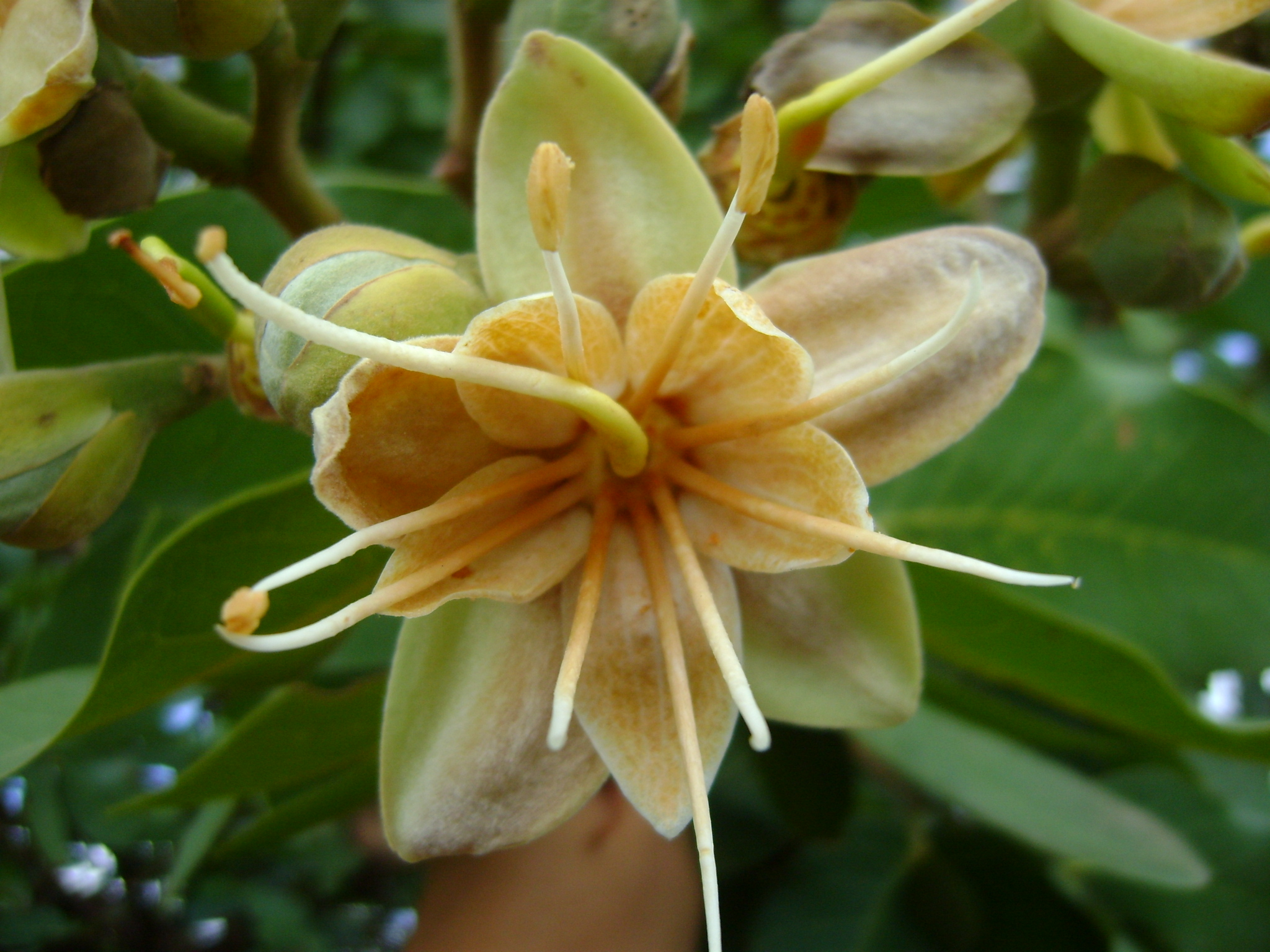
Fleur d’Hymenaea stigonocarpa.

- † Hymenaea allendis
- Hymenaea aurea
- Hymenaea courbaril
- Hymenaea eriogyne
- Hymenaea intermedia
- Hymenaea maranhensis
- Hymenaea martiana
- † Hymenaea mexicana
- Hymenaea oblongifolia
- Hymenaea parvifolia
- † Hymenaea protera
- Hymenaea reticulata
- Hymenaea rubriflora
- Hymenaea stigonocarpa
- Hymenaea torrei
- Hymenaea velutina
- Hymenaea verrucosa